# Manggarai Occidental

Manggarai Occidental (en indonesio: Kabupaten Manggarai Barat) es una de las ocho regencias o distritos (kabupaten) en que se divide la isla de Flores. Está localizada en la provincia de Nusa Tenggara Oriental (Nusa Tenggara Timur), en Indonesia.
La regencia incluye la porción occidental de la isla de Flores y otras muchas pequeñas islas alrededor, entre ellas Komodo.
El territorio de Manggarai Occidental tiene un área de 2.947,50 km² y su población en 2008 era de 206.367 habitantes.
- Datos: Q14153